# Fédération nationale des syndicats de Chine
La Fédération nationale des syndicats de Chine (en anglais, All-China Federation of Trade Union, en chinois simplifié : 中华全国总工会; en chinois : 中華全國總工會; en  pinyin : Zhōnghuá Quánguó Zǒnggōng Huì) regroupe les organisations syndicales de la République populaire de Chine. Elle est la plus grande organisation syndicale du monde avec 134 millions de membres représentant environ 1713000 syndicats, divisée en 31 fédérations régionales et 10 fédérations industrielles nationales. 

## Histoire
La Confédération des syndicats chinois naît en 1925 à Canton. Liée dès ses origines au Parti communiste, elle prend de l'importance avec l'industrialisation du pays et l'instauration de la République populaire. Elle assure essentiellement des fonctions sociales auprès des travailleurs, avant de quasiment disparaître sous la Révolution culturelle et s'affirmer de nouveau avec les réformes économiques de 1978. Elle s'efforce surtout d'appliquer la ligne du parti au sein du monde de l’entreprise, peinant à défendre les salariés contre la dégradation de leurs conditions de travail.